# Хелиоцентрична орбита
Хелиоцентрична орбита такође позната и као циркумсоларна орбита је назив за путању око центра масе у Сунчевом систему који се налази веома близу Сунца. Све планете, комете и астероиди који су "заробљени Сунчевом гравитацијом" ротирају око ове тачке, тј. око Сунца. Управо та путања, односно орбита којом се они крећу је хелиоцентрична орбита.
Центар масе у Сунчевом систему није фиксиран. Он се помера у зависности од положаја масивнијих планета (Јупитер, Сатурн, Уран и Нептун) у односу на Сунце. Слични феномем омогућава детекцију вансоларних планета, планета које се крећу по орбитама око других звезда. Ова метода назива се метода радијалних брзина
Префикс у речи хелиоцентрична орбита изведен је из Грчког helios што у преводу значи Сунце. У грчкој митологији Хелиос је био бог Сунца.
Прва летелица која је завршила у хелиоцентричној орбити је Луна 1, Совјетска летелица из Луна програма. Она је била намењена да дође до Месеца, али је због грешке у моторима постигла превелику брзину и изашла из предвиђене орбите. Касније, још летелица се нашло у хелиоцентричној орбити, као што су летелице из Маринер програма.